# كيل زون
كيل زون هي لعبة منظور أول حصريا على البلاي ستيشن 2 مطورة من قبل استديوهات (جوريلا جيمز) الهولندية نشرت كيل زون في الثاني من نوفمبر سنة 2004 في أمريكا الشمالية. هذه اللعبة هي الجزء الأول من سلسلة كيل زون تلاها كل زون لابريشن على بلاي ستيشن بورتبل ثم كيل زون 2 على البلاي ستيشن 3 في 22 فبراير عام 2011 . اللعبة هي الأولى من نوع المنظور الأول المبني على الخيال العلمي حصريا على البلاي ستيشن.هذه اللعبة فيها الكثير من المراحل المتنوعة والمثيرة.
تجري أحداث لعبة كيل زون في منتصف القرن الرابع والعشرين وتؤرخ لحرب بين فصيلين بشريين، وهما الفيكتانز والهيلغاست. وتُلعب اللعبة من منظور الشخص الأول وتتبع الكاميرا جان تمبلر، وهو ضابط رفيع المستوى في التحالف الإستراتيجي بين الكواكب، بحيث يقاتل غزو قوات الهيلغاست في موطنهم الأم في عالم فيكتا.
قبل إطلاقها، كانت لعبة كيل زون منظرة بشدة حيث اعتبرته العديد من المنشورات أنه عنوان نسخة سوني للعبة هيلو الشهيرة. ومع ذلك، عند الإصدار، قوبلت اللعبة بردود منقسمة، حيث أشاد معظم النقاد برسومها وتصميمها الفني والموسيقى التصويرية والأجواء داخلها، لكنهم وافقوا على أن المنتج النهائي كان مخيباً للآمال، حيث استهدف النقد أيضًا سرد اللعبة والشخصيات وطريقة اللعب. وعلى الرغم من ردود الفعل المتباينة، أنتجت كيل زون العديد من الألعاب التكميلية.

## اللعب

### عالم اللعبة
تقع أحداث لعبة كيل زون في عالم خيالي تم تشكيله في عام 2357، بعد أن جعلت الحرب النووية في عام 2055 جزءًا كبيرًا من كوكب الأرض غير صالح للسكن، وشكلت حكومات العالم نظامًا دوليًا يعرف باسم الأمم المتحدة الاستعمارية. وبالشراكة مع الشركات الخاصة، تحرك هذا النظام العالمي الجديد لتأسيس مستعمرات بشرية في منظومة ألفا سنتوري، وهو نظام يشغله كوكبان هما كوكب فيكتا وهو عالم غني يشبه كوكب الأرض سمي على اسم الرئيس التنفيذي لشركة تكتل التعدين هيلغاست المسمى فيليب فيكتا، وكوكب هيلغاست وهو عالم قاحل سمي على اسم نفس الشركة.
في البداية ٳستقر البشر في كوكب فيكتا، غير أن شركة هيلغاست سعت فيما بعد إلى شراء ملكية الكوكب، لكن عندما فرضت الأمم المتحدة الاستعمارية عقوبات ضد ممارساتها التجارية غير العادلة، اندلعت حرب تُعرف باسم الحرب الأولى خارج المجموعة الشمسية، مما أدى إلى تأسيس فرقة "ISA"، الذراع العسكري للأمم المتحدة الاستعمارية. والذي قام بطرد الشركة من كوكب فيكتا. ورداً على ذلك، أسس المستعمرون المنفيون حضارتهم الخاصة على كوكب هيلغاست الذي سمي على ٳسمهم، واصبحت الشركة مبنية على مبادئ النزعة العسكرية والسلطوية.
قتلت البيئة والجو القاسي العديد من سكان كوكب الهيلغاست، مما أجبر الناجين على استخدام أجهزة التنفس الصناعي وخزانات الهواء للتنفس. وفي نهاية المطاف، تحول السكان المعروفون الآن باسم الهيلغاست، إلى أشباه بشر ذات بشرة شاحبة خالية من الشعر مع زيادة في القوة والقدرة على التحمل والذكاء. كما أصبحوا يكرهون الأجانب ويواجهونهم بعنف بسبب ٳقتناعهم بتفوقهم، بحيث يعتبر الهيلغان أن البشر أدنى مرتبة منهم، ويحلمون يومًا ما باستعادة كوكب فيكتا وتوسيع إمبراطوريتهم إلى الأرض والأنظمة النجمية المجاورة.

## القصة
يرسل فيساري سكولار إمبراطور كوكب الهيلغاست جيشه الثالث لشن غزو سري لكوكب فيكتا. وبعد إنذارهم بالهجوم، حاول جهاز الأمن العام للكوكب من منعه بشبكة الدفاع الشمسي الخاصة به، لكنه لم يتمكن من تفعيلها في الوقت المناسب لوقف الغزاة. ومع عنصر المفاجأة ضدهم، سرعان ما طغى الهيلغاست على القوات البرية الخاصة بهم والغير المستعدة، مما أدى ٳلى فقدان عدة مواقع إستراتيجية، بما في ذلك القيادة المركزية لجهاز الأمن العام.
وأثناء مشاركته في تبادل ٳطلاق للنار لإبطاء هجوم قوات الهيلغاست، يتم استدعاء الكابتن جان تمبلار، وهو ضابط مخضرم في جهاز الأمن العام، لحضور اجتماع من قبل معلمه وصديقه المقرب الجنرال برادلي فوغتون. ويكشف فوغتون أن جهاز الأمن العام طلب المساعدة من الأمم المتحدة الاستعمارية وهو حالياً يعمل على استعادة شبكة الدفاع. كما يكشف عن أن العقيد جريجور هاكا، ضابط مخابرات نصف هيلغان من صفوف فيكتا، قد تسلل بناءً على أوامره إلى الدائرة الداخلية لقائد الجيش الثالث الجنرال جوزيف لينتي، ليختفي أثناء سفره إلى نقطة خروج في أحياء فيكتا الفقيرة. ونظرًا لأن هاكا هو الشخص الوحيد الذي لديه معرفة بكيفية تجاوز غزو جيش الهيلغاست، فإنه يكلف جان بتحديد موقعه. وبعد أن يشق طريقه عبر صفوف الأعداء الذي يحتلون الجزء الخارجي من القيادة المركزية، يلتقي جان برفيقه السابق لوغر، ويعمل الآن مع فرقة النخبة "ISA" المعروفة باسم مشاة الظل. كما قام بتجنيد خدمات ريكاردو فيلاسكويز، أحد مدفعي جهاز الأمن العام الذي يسعى للانتقام من المذبحة التي طالت فصيلته بأكملها.
وبعد إنقاذ هاكا، اكتشف الفريق أن الجنرال ستيوارت آدامز، المشرف على جهاز الأمن العام، يعمل سراً لصالح قائد الجيش الثالث الجنرال جوزيف لينتي. والذي سيقتل فوغتون ويسيطر على النظام ويخطط لاستخدامه لتدمير أسطول الإغاثة المتجه إلى فيكتا. وتحت قيادة جان، قام الفريق بتدمير العديد من قواعد الهيلغاست ومشاريع البنية التحتية، وفي النهاية تمكنوا من السيطرة على القيادة المركزية لجهاز الأمن العام وقتل قائد الأعداء لينتي الذي حاول التفاوض معهم شخصيًا. ويتراجع الخائن ستيوارت آدامز بعد ذالك إلى مركز التحكم في محطة جهاز الأمن العام ويحاول التواصل مع المجموعة والبحث عن حل للحرب، موضحًا أن الهيلغاست لن يقوفهم شيء لاستعادة كوكب فيكتا، بغض النظر عن عدد الأرواح التي يفقدونها. ومع ذلك، فإن أعضاء الفريق يعطلون المحطة ويهربون، ليقوم بعدها الأسطول بقصفها وتدميرها، بحيث يقتل أدم في هذا القصف.

## روابط خارجية
- كيل زون على موقع IMDb (الإنجليزية)